# Siarhiej Kołasau
Siarhiej Apanasawicz Kołasau (błr. Сяргей Апанасавіч Коласаў, ros. Сергей Афанасьевич Колосов - Siergiej Afanasjewicz Kołosow; ur. 22 maja 1986 w Nowopołocku) – białoruski hokeista, reprezentant Białorusi, olimpijczyk.
Jego brat Andrej (ur. 1989) także został hokeistą.

## Kariera
- Junost' Mińsk (2002–2003)
- Dynama Mińsk (2003–2005)
- Cedar Rapids RoughRiders (2005–2007)
- Dynama Mińsk (2007–2008)
- Grand Rapids Griffins (2008–2011)
- HK Nioman Grodno (2011-2015)
  -  HK Nioman Grodno 2 (2014)
- Cracovia (2015)
- Bejbarys Atyrau (2015)
- HK Homel (2015)
- Orlik Opole (2015-2016)
- Trollhättans HC (2016)
- Generals Kijów (2016/2017)

Pierwotnie wychowanek klubu Chimik Nowopołock w rodzinnym mieście. Następnie kontynuował karierę w klubach mińskich Junost' i Dynama, w których rozegrał trzy pierwsze sezony w białoruskiej ekstralidze. W drafcie NHL z 2004 został wybrany przez Detroit Red Wings, po czym w 2005 wyjechał do USA i przez dwa lata grał w lidze USHL. W 2007 powrócił na rok do Junosti, a od 2008 przez trzy sezony występował w zespole farmerskim Detroit, Grand Rapids Griffins, w lidze AHL. W tym czasie nie zadebiutował w rozgrywkach NHL. W 2011 powrócił do ojczyzny i od tego czasu jest zawodnikiem Niomana Grodno. Od końca stycznia 2015 zawodnik Cracovii. Od czerwca 2015 zawodnik Bejbarysu Atyrau. Od sierpnia do listopada 2015 zawodnik HK Homel. Od grudnia 2015 zawodnik Orlika Opole. Od maja 2016 zawodnik szwedzkiego Trollhättans HC. Od października 2016 zawodnik Generals Kijów.
Grał w kadrach juniorskich Białorusi do lat 18 i 20. Następnie został seniorskim reprezentantem kraju. Uczestniczył w turniejach mistrzostw świata w 2008, 2010, 2011 oraz zimowych igrzysk olimpijskich 2010.

## Sukcesy
Reprezentacyjne
- Awans do elity mistrzostw świata juniorów do lat 20: 2004, 2006

Klubowe
- Srebrny medal mistrzostw Białorusi: 2012 z Niomanem Grodno
- Złoty medal mistrzostw Białorusi: 2013, 2014 z Niomanem Grodno
- Puchar Białorusi: 2014 z Niomanem Grodno

Indywidualne
- Mistrzostwa Świata Juniorów w Hokeju na Lodzie 2006/I Dywizja#Grupa B:
  - Drugie miejsce w klasyfikacji asystentów turnieju: 4 asysty[11]
    - Pierwsze miejsce w klasyfikacji kanadyjskiej wśród obrońców turnieju: 5 punktów[12]

  - Pierwsze miejsce w klasyfikacji +/- turnieju: +7[13]